# فرودگاه بالباسوو
فرودگاه بالباسوو (به انگلیسی: Balbasovo) یک فرودگاه نظامی است که یک باند فرود بتن دارد و طول باند آن ۳۰۰۰ متر است. این فرودگاه در کشور بلاروس قرار دارد و در ارتفاع ۱۸۹ متری از سطح دریا واقع شده‌است.